# Hoces del Río Duratón
Hoces del Río Duratón este o arie protejată (arie specială de conservare — SAC, sit de importanță comunitară — SCI, arie de protecție specială avifaunistică — SPA) din Spania întinsă pe o suprafață de 5.041,9 ha, integral pe uscat.

## Localizare
Centrul sitului Hoces del Río Duratón este situat la coordonatele 41°18′09″N 3°50′39″W / 41.3026°N 3.8442°V.

## Înființare
Situl Hoces del Río Duratón a fost declarat arie de protecție specială avifaunistică în aprilie 1991 pentru a proteja 126 de specii de animale. Alte tipuri de protecție:
- sit de importanță comunitară (în ianuarie 1998)
- arie specială de conservare (în septembrie 2015)[1][3][4]

## Biodiversitate
Situată în ecoregiunea mediteraneană, aria protejată conține 17 habitate naturale: Pajiști carstice calcaroase sau bazofile, de Alysso-Sedion albi, Pajiști umede mediteraneene cu ierburi înalte de Molinio-Holoschoenion, Liziere de ierburi înalte hidrofile de câmpie și de nivel montan până la alpin, Pseudostepă cu ierburi și specii anuale de Thero-Brachypodietea, Peșteri inaccesibile publicului, Păduri endemice cu Juniperus spp., Pante stâncoase calcaroase cu vegetație casmofită, Izvoare petrifiante cu formare de travertin (Cratoneurion), Matorral arborescenți cu Juniperus spp., Păduri de Quercus ilex și Quercus rotundifolia, Galerii de Salix alba și de Populus alba, Lacuri eutrofice naturale cu vegetație de tip Magnopotamion sau Hydrocharition, Lande oro-mediteraneene cu formațiuni endemice de grozamă, Păduri aluvionare cu Alnus glutinosa și Fraxinus excelsior (Alno-Padion, Alnion incanae, Salicion albae), Cursuri de apă de la nivel de câmpie la nivel montan, cu vegetație Ranunculion fluitantis și Callitricho-Batrachion, Păduri de pin mediteraneene cu pini mezogeni endemici, Păduri iberice de Quercus faginea și Quercus canariensis.
La baza desemnării sitului se află mai multe specii protejate:
- păsări (114): uliu porumbar (Accipiter gentilis), uliu păsărar (Accipiter nisus), lăcar-de-lac (Acrocephalus scirpaceus), fluierar de munte (Actitis hypoleucos), ciocârlie-de-câmp (Alauda arvensis), pescăruș albastru (Alcedo atthis), rață pitică (Anas crecca), rață mare (Anas platyrhynchos), fâsă-de-câmp (Anthus campestris), fâsă de luncă (Anthus pratensis), fâsă de pădure (Anthus spinoletta), fâsă de pădure (Anthus trivialis), lăstunul mare (Apus apus), acvilă de munte (Aquila chrysaetos), stârc cenușiu (Ardea cinerea), ciuf de câmp (Asio flammeus), ciuf-de-pădure (Asio otus), buha (Bubo bubo), pasărea ogorului (Burhinus oedicnemus), șorecarul comun (Buteo buteo), ciocârlie-cu-degete-scurte (Calandrella brachydactyla), caprimulg (Caprimulgus europaeus), Caprimulgus ruficollis, cânepar (Carduelis cannabina), sticlete (Carduelis carduelis), scatiu (Carduelis spinus),  prundaș gulerat mic (Charadrius dubius), Charadrius morinellus, Chersophilus duponti, florinte (Chloris chloris), barză albă (Ciconia ciconia), șerpar (Circaetus gallicus), erete cenușiu (Circus pygargus), Clamator glandarius, botgros (Coccothraustes coccothraustes), porumbel de scorbură (Columba oenas), porumbel gulerat (Columba palumbus), dumbrăveancă (Coracias garrulus), prepeliță (Coturnix coturnix), cuc (Cuculus canorus), lăstun de casă (Delichon urbica), Elanus caeruleus, presură de grădină (Emberiza hortulana), măcăleandru (Erithacus rubecula), șoim de iarnă (Falco columbarius), șoim călător (Falco peregrinus), șoimul rândunelelor (Falco subbuteo), vânturel roșu (Falco tinnunculus), muscar negru (Ficedula hypoleuca), cinteză (Fringilla coelebs), Fringilla montifringilla, Galerida theklae, găinușă de baltă (Gallinula chloropus), vulturul pleșuv sur (Gyps fulvus), acvilă pitică (Hieraaetus pennatus), Hippolais polyglotta, rândunică roșcată (Hirundo daurica), rândunică (Hirundo rustica), capîntortură (Jynx torquilla), sfrâncioc roșiatic (Lanius collurio), sfrâncioc cu cap roșu (Lanius senator), ciocârlie de pădure (Lullula arborea), privighetoare (Luscinia megarhynchos), ciocârlie de bărăgan (Melanocorypha calandra), prigoare (Merops apiaster), gaia neagră (Milvus migrans), gaia roșie (Milvus milvus), mierlă de piatră (Monticola saxatilis), mierlă albastră (Monticola solitarius), codobatură galbenă (Motacilla alba), codobatură de munte (Motacilla cinerea), codobatura galbenă (Motacilla flava), muscar sur (Muscicapa striata), vultur egiptean (Neophron percnopterus), pietrar mediteranean (Oenanthe hispanica), Oenanthe leucura, pietrar sur (Oenanthe oenanthe), grangur (Oriolus oriolus), ciuf-pitic (Otus scops), Parus caeruleus, pițigoi mare (Parus major), viespar (Pernis apivorus), cormoran mare (Phalacrocorax carbo), codroș de munte (Phoenicurus ochruros), pitulice de munte (Phylloscopus bonelli), pitulice de munte (Phylloscopus collybita), pitulice-fluierătoare (Phylloscopus trochilus), ploier auriu (Pluvialis apricaria), Ptyonoprogne rupestris, Pyrrhocorax pyrrhocorax, cristei de baltă (Rallus aquaticus), aușel sprâncenat (Regulus ignicapilla), aușel cu cap galben (Regulus regulus), lăstun de mal (Riparia riparia), mărăcinar (Saxicola rubetra), mărăcinar negru (Saxicola torquatus), cănăraș (Serinus serinus), turturică (Streptopelia turtur), graur (Sturnus vulgaris), silvie cu cap negru (Sylvia atricapilla), silvie de zăvoi (Sylvia borin), silvie roșcată (Sylvia cantillans), silvie de câmp (Sylvia communis), Sylvia conspicillata, Sylvia hortensis, silvie de tufiș (Sylvia undata), Tachymarptis melba, sturzul viilor (Turdus iliacus), mierlă (Turdus merula), sturz-cântător (Turdus philomelos), sturz (Turdus pilaris), sturzul de vâsc (Turdus viscivorus), strigă (Tyto alba), pupăză (Upupa epops)
- amfibieni (1): Discoglossus jeanneae
- mamifere (5): lupul (Canis lupus), vidră de râu (Lutra lutra), liliac cu aripi lungi (Miniopterus schreibersii), liliac comun (Myotis myotis), liliacul mare cu potcoavă (Rhinolophus ferrumequinum)
- nevertebrate (2): fluturele auriu (Euphydryas aurinia), Euplagia quadripunctaria
- pești (3): Achondrostoma arcasii, Cobitis calderoni, Pseudochondrostoma duriense
- reptile (1): Mauremys leprosa

Pe lângă speciile protejate, pe teritoriul sitului au mai fost identificate 10 specii de plante, 6 specii de amfibieni, 7 specii de mamifere, 2 specii de nevertebrate, 2 specii de pești, 1 specie de reptile.